# ルイ＝セザール・ド・ブルボン

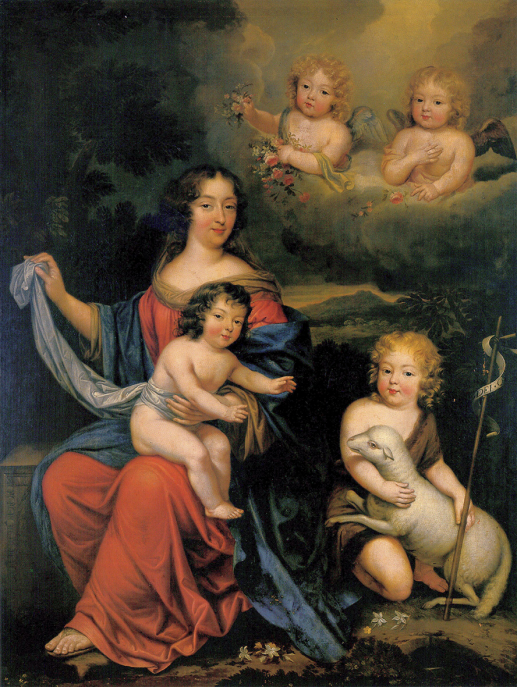
母モンテスパン夫人及びヴェクサン伯を聖母子、及び兄メーヌ公を洗礼者ヨハネとして描いた家族肖像画、ピエール・ミニャール画

ルイ＝セザール・ド・ブルボン（Louis-César de Bourbon, prince légitimé de France et comte de Vexin, 1672年6月20日 ビュシー＝サン＝ジョルジュ - 1683年1月10日 パリ）は、フランス王ルイ14世の非嫡出子。ヴェクサン伯。

## 生涯
ルイ14世王と愛妾モンテスパン夫人の間の次男。兄メーヌ公ルイ＝オーギュストが初代ローマ皇帝アウグストゥスに、弟トゥールーズ伯ルイ＝アレクサンドルがアレクサンドロス大王に因む名前を与えられたのと同じく、ユリウス・カエサルに因みルイ＝セザールと名付けられた。
父王はモンテスパン夫人との間の子供たちの居館として、パリのヴォージラール通りに面した邸宅を買い、子供たちはこの家で母の友人であったスカロン夫人の世話を受けて育った。誕生の翌年である1673年6月、妹のルイーズ・フランソワーズが生まれ、父王は同年12月19日付で高等法院に出させた開封勅許状により、モンテスパン夫人との間の3人の非嫡出子を認知・準正した。3人の兄妹は「フランスの準正された息子（娘）」の身分及び殿下（Son Altesse）の敬称を与えられた。同時に、兄妹には爵位が授与され、ルイ＝セザールはヴェクサン伯の称号を得た。
弟で末子のトゥールーズ伯が生まれた1678年頃、母モンテスパン夫人は毒薬事件への関与を疑われて王の寵愛を失い、新しい妾フォンタンジュ夫人に取って代わられた。この頃になると、ヴェクサン伯は母の居城クラニー城で過ごすことが多くなった。
ヴェクサン伯は先天的な脊椎側彎症のため、歩行障害など健康に種々の問題があった。このため父王はヴェクサン伯を聖職者にすることを決め、王室と縁の深いサン＝ドニ大聖堂及びサン＝ジェルマン＝デ＝プレ修道院の修道院長職を与えた。1678年に一度大病を患い、医師も匙を投げるほど重篤な状態に陥ったが、回復した。しかしその後も健康は悪化し続け、1683年に10歳で死去、遺骸はサン＝ジェルマン＝デ＝プレ修道院に葬られた。

## 引用・脚注
1. ↑  Hilton, Lisa, Athénaïs:The Real Queen of France, p. 172
2. ↑  ib. Spanheim, Ézéchiel, pp. 100–105, 323–327.